# Gaspar Schott
Pour les articles homonymes, voir Schott.
Gaspar ou Caspar Schott, né le 5 février 1608 à Königshofen, en principauté épiscopale de Wurtzbourg et mort le 22 mai 1666 à Wurtzbourg (principauté épiscopale de Wurtzbourg)  était un prêtre jésuite et un scientifique allemand.

## Biographie
Schott fait des études secondaires à Wurtzbourg et entre ensuite au noviciat des jésuites le 30 octobre 1627 (à Trèves). Cependant, la guerre de Trente Ans contraint les jésuites à l'exil. Schott termine ses études à Palerme (Sicile). Il y est ordonné prêtre en 1637. Pendant vingt ans il enseigne les mathématiques, la philosophie et la théologie morale au collège des Jésuites de Palerme.
Après Wurtzbourg il retrouve le père Athanase Kircher à Rome en 1651, où ce dernier est professeur au Collège romain. Schott devient son collaborateur et publie certains de ses travaux. En 1655, il revient à Wurtzbourg et y enseigne les mathématiques, ainsi que la physique. Mathématicien et confesseur de l'électeur Johann Philipp von Schönborn, Schott considérait le polymathe Athanase Kircher comme un esprit universel.
Schott entretient une correspondance avec les esprits les plus brillants de son temps : Otto von Guericke, Christian Huygens et Robert Boyle. En 1657 il insère son Novum Experimentum Magdeburgicum dans une seconde publication de travaux de Kircher. Mais ce n'est qu'en 1672 (après sa mort) que ses propres Experimenta Nova de Magdeburgica le vide spatio sont mis sous presse. Le mot « technologie » est probablement de son invention.
Son œuvre posthume Organum mathematicum est d'une grande importance pour les techniques de multiplications et de division. Schott y décrit la machine à calculer de Kircher, utilisant les travaux de John Napier. Quelques « organons mathématiques » existent encore de nos jours.

## Fiction
Gaspar Schott est le modèle du père Caspar Robin dans le roman de Umberto Eco intitulé  L'Île du jour d'avant.
Une biographie d'Athanase Kircher, que Jean-Marie Blas de Roblès imagine écrite par Caspar Schott, sert de trame principale à son roman Là où les tigres sont chez eux.

## Œuvres
- Mechanica hydraulico-pneumatica ; De organis hydrulicis aliisque intrumentis harmonicis hydropneumaticis.  Schönwetter, Frankfurt am Main 1657.
- Magiae universalis naturae et artis, sive, recondita naturalium et artificialium rerum scientia: cujus ope per variam applicationem activorum cum passivis, admirandorum effectuum spectacula, abditarumque inventionum miracula, ad varios humanae vitae usus, eruuntur: opus quadripartitum pars I, continet Optica, II. Acoustica, Acoustica in VII libros digesta Schönwetter, Francfort 1657–59.
- Pantometrum Kircherianum, hoc est, instrumentum geometricum novum, à celeberrimo viro P. Atha-nasio Kirchero ante hac inventum, nunc decem libris, universam paenè practicam geometriam com-plectentibus explicatum, perspicuisque demonstrationibus illustratum-Gaspare Schotto. Hoc ins-trumento, quidquid alii variis organis, intricatissimis demonstrationibus, laboriosissimis calcula-tionibus praestant ad geometriam practicam spectans, summâ facilitate, brevitate, ac certitudine perficitur. Cum figuris aeri incisis, & privilegio. Francfort, Herbipoli, J. Hertz 1660.
- Cursus mathematicus, sive absoluta omnium mathematicarum disciplina-rum encyclopaedia, in libros XXVIII.  Schönwetter, Wurtzbourg [Herbipoli] 1661.
- Physica curiosa, sive mirabilia naturae et artis libris XII.. Endterus, Nuremberg, 1662.
- Anatomia physico-hydrostatica fontium ac fluminum. Schönwetter, Francfort, 1663.
- Arithmetica practica generalis ac specialis. Schönwetter, Francfort, 1663.
- Joco-seriorum naturae et artis, sive magiae naturalis centuriae tres. Nuremberg, 1664.
- Curiosa Technica, sive mirabilia Artis libris XII ; comprehensa.Endterus, Nuremberg, 1664.
- Schola steganographica P. Gasparis Schotti e Societate Jesu Schola steganographica: in classes octo distributa, quibus, praeter alia multa, ac jucundissima, explicantur artificia nova, queis quilibet, scribendo epistolam qualibet de re, et quocunque idiomate, potest alteri absenti, eorundem artificiorum conscio, arcanum animi sui conceptum, sine ulla secreti latentis suspicione manifestare, et scriptam ab aliis eâdem arte, quacunque linguâ, intelligere, & interpretari... cum figuris aeri incis Nuremberg, Johannis Andreae Endteri et Jobus Hertz, Herbipol; 1665.
- Organum mathematicum libris IX. explicatum à Gaspare Schotto. Quo per paucas ac facilimè parabiles tabellas, intra cistulam ad modum organi pneumatici constructam reconditas, pleraeque Mathematicae disciplinae, modo novo ac facili traduntur... Opus posthumum Wurtzbourg, 1668.
- Organum Mathematicum libris IX explicatum . Herbipoli [Wurtzbourg] 1668, édition en ligne de la Bibliothèque d'État et universitaire de Saxe à Dresde.
- Magia optica, das ist Geheime doch Natur-mässige Gesicht- und Augen-Lehr. Franckfurt am Mayn 1677, édition en ligne du la Bibliothèque d'État et universitaire de Saxe à Dresde.

## Sources
- (de) Biographie sur le site de l'université de Wurtzbourg
- (de) Boîte à calculer de Schott sur le site de l'université de Wurtzbourg
- (de + la) Copie en ligne du Cursus Mathematicus de Schott (édition Schönwetter, Bamberg 1677) sur le site de l'université de Mannheim
- (de) Résumé de la thèse d'histoire de Dietrich Unverzagt Philosophia, Historia, Technica - Caspar Schotts Magia Universalis (2000)
- (la) Ouvrages de Schott numérisés au SCD de l'université de Strasbourg
- (de) Portail Kaspar Schott de la bibliothèque de l'université de Wurtzbourg
- Catalogue des œuvres de Schott (et biographie succincte) sur le site musicologie.org
- (en) Organum mathematicum de Kircher sur le site du museo Galileo de Florence
- (en) Œuvre musicologique de Kircher, illustrée entre autres d'une représentation de son orgue, sur le site berlinois ECHO (European Cultural Heritage Online)
- (en) Bâtons de Napier sur le site History of Computers

- Ressources relatives aux beaux-arts :   - Artists of the World Online
  - British Museum
- Ressource relative à la musique :   - Bayerisches Musiker-Lexikon Online
- Ressource relative à la recherche :   - Biodiversity Heritage Library
- Notices dans des dictionnaires ou encyclopédies généralistes :   - Deutsche Biographie
  - Enciclopedia De Agostini
  - Hrvatska Enciklopedija
  - Treccani
- Notices d'autorité :   - VIAF
  - ISNI
  - BnF (données)
  - IdRef
  - LCCN
  - GND
  - Italie
  - CiNii
  - Espagne
  - Belgique
  - Pays-Bas
  - Pologne
  - Israël
  - NUKAT
  - Catalogne
  - Suède
  - Vatican
  - Norvège
  - WorldCat